# 氯喹那多
氯喹那多（英语：Chlorquinaldol）是一种抗菌剂和防腐剂。它是著名的螯合剂8-羟基喹啉的氯化衍生物。它作为霜剂局部使用，以及作为喉片内服。
它由Geigy作为肠道防腐剂和杀阿米巴剂销售，商品名为Siosteran。